# Chromalizus truncatiscapus
Chromalizus truncatiscapus là một loài bọ cánh cứng trong họ Cerambycidae.